# Santa Rosa (Teksas)
Santa Rosa je naseljeno mjesto za statističke potrebe u američkoj saveznoj državi Teksas. Prema popisu stanovništva iz 2010. u njemu je živjelo 241 stanovnika.